# Berliner AK 07
Der Berliner Athletik-Klub 1907 e. V., kurz Berliner AK 07, Berliner Athletik-Klub oder einfach nur B.A.K., ist ein Sportverein aus dem Berliner Ortsteil Moabit im Bezirk Mitte. Seine erste Fußballmannschaft spielt in der Oberliga Nordost-Nord.

## Geschichte
Der Verein wurde am 15. Dezember 1907 im Ortsteil Wedding im Bezirk Mitte als Berliner Athletik-Klub 07 gegründet und betrieb ursprünglich im Wesentlichen Laufdisziplinen – etliche deutsche Meisterschaften zählen zu den Erfolgen. Vom Berliner AK 07 wurde bereits ein Vorläufer des heute weltbekannten Berlin-Marathon ins Leben gerufen, allerdings in einer Zeit ohne entsprechende mediale und wirtschaftliche Begleitung und daher weitgehend unbekannt.
Schon ab 1908 verfügte der Berliner AK 07 über eine Fußballabteilung. Aber erst ab 1991 machte der Verein fußballerisch auf sich aufmerksam, als er den Durchmarsch aus der Kreisliga A über den Berliner Meister-Titel 1999 bis in die Oberliga Nordost schaffte.

### Ab 2004 Wandel zu deutsch-türkischem Verein
Mit dem Anschluss der BSV Mitte, die zuvor als BFC Güneyspor und Fenerbahce Berlin gespielt hatte, wurde der BAK im Jahr 2004 zu einem deutsch-türkischen Verein. Bereits 2001 wurde der türkisch-stämmige Bauunternehmer Mehmet Ali Han als Hauptsponsor des Vereins tätig. Im Juni 2006 wurde eine Kooperation mit dem türkischen Erstligisten Ankaraspor bekanntgegeben. Diese Zusammenarbeit sah insbesondere die Ausbildung von Spielern für Ankaraspor vor, kam aber beim Verein in Berlin nie zum Tragen, weil der türkische Verein Ankaraspor in der Saison 2005/06 am letzten Spieltag gerade noch den Klassenerhalt sichern konnte.
Im 99. Jahr des Bestehens des BAK wurde am 6. Juli 2006 auf einer außerordentlichen Mitgliederversammlung die Umbenennung des Vereins in Berlin Ankaraspor Kulübü 07 e. V. beschlossen und Ahmet Gökcek, der in Ankara lebende Sohn des dortigen Bürgermeisters, zum 1. Vorsitzenden gewählt. Mit der Namensänderung einher ging auch der Verzicht auf die eigentlichen Traditionsfarben Rot-Weiß zu Gunsten der Farben von Ankaraspor, blau und weiß. Laut Expertinnen stand der Verein zu dieser Zeit der islamistischen Organisation Millî Görüş nahe.
Als im November 2007 beim Stadtteilkonkurrenten SV Yeşilyurt Berlin eine hohe Verschuldung offenbar wurde, trugen dessen Vorstandsmitglieder dem BAK eine Fusion an, die an finanziellen Problemen auch beim BAK scheiterte. Daraufhin ließ sich der Yeşilyurt-Vorstand in den Vorstand des BAK wählen und meldete gleichzeitig alle Mannschaften des SV Yeşilyurt vom Spielbetrieb ab. Ziel war es, dass auch die Yeşilyurt-Mannschaften zum BAK wechselten. Die ehemaligen Mitglieder gründeten jedoch den neuen SK Yeşilyurt 07.
Zu Beginn der Saison 2007/08 kündigte Ankaraspor überraschend das finanzielle Engagement beim BAK auf. Daraufhin verließ fast die gesamte Mannschaft den Verein. Mit einer verstärkten A-Jugend schaffte der Verein den Klassenerhalt. Auch in der Saison 2008/09 konnte das Team an den letzten Spieltagen gerade noch den Abstieg verhindern. Ersan Parlatan fungierte dabei für den in den Vorstand gewechselten Bülent Gündogdu als neuer Trainer. In der Saison 2009/10 belegte der BAK in der Oberliga den 10. Tabellenplatz. Saisonhöhepunkt war jedoch der Gewinn des Berliner Landespokals, den man mit einem 1:0-Finalsieg über den BFC Dynamo sicherstellte. Damit qualifizierte sich der Verein erstmals für den DFB-Pokal. Dort traf der BAK in der 1. Hauptrunde auf den Bundesligisten 1. FSV Mainz 05, kam aber über ein knappes 1:2 nicht hinaus und schied damit aus.

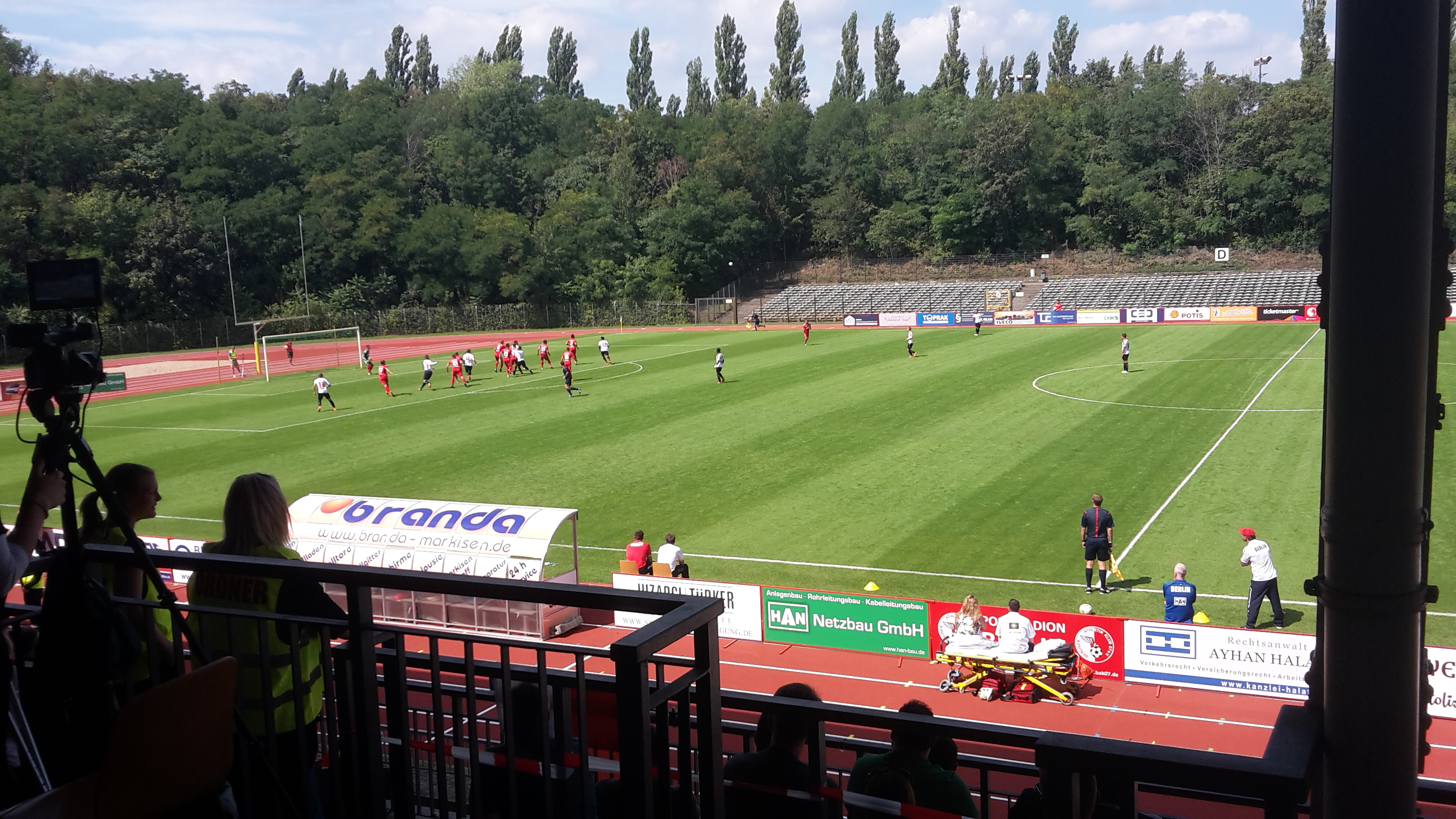
Berliner AK – ZFC Meuselwitz in der Saison 2016/17

Mit Bescheid vom 15. April 2011 nahm der Verein wieder seinen alten Namen und seine traditionellen Farben an.

### 2011 bis 2024 in der Regionalliga Nordost
Nach einem 3. Tabellenplatz in der Saison 2010/11 stieg der Berliner AK in die Regionalliga Nord auf, weil die vor den Berlinern platzierten Mannschaften Torgelower SV Greif sowie Hansa Rostock II aus finanziellen Gründen auf den Aufstieg verzichteten. Um den sportlichen Ansprüchen der Regionalliga gerecht zu werden, wurde Jens Härtel als neuer Cheftrainer verpflichtet, der bis dahin beim SV Babelsberg 03 als Co-Trainer beschäftigt war.
Am 26. Mai 2012 gewann der Berliner AK mit einem 2:0-Sieg gegen den SC Gatow zum zweiten Mal den Berliner Landespokal und qualifizierte sich somit für die 1. Hauptrunde des DFB-Pokals, in der man überraschend den Fußball-Bundesligisten TSG 1899 Hoffenheim mit 4:0 besiegte. Dies ist der größte Erfolg der Fußballabteilung in der Vereinsgeschichte. In der zweiten Runde unterlag der BAK dem TSV 1860 München mit 0:3.
In der Saison 2015/16 belegte der Verein unter Trainer Steffen Baumgart in der Regionalliga Nordost Platz 2, nur durch eine Differenz von einem Tor vom Staffelsieger und Aufsteiger FSV Zwickau getrennt. Ende August 2016 trennte sich der Verein von Baumgart, sein Nachfolger wurde Jörg Goslar. In den Folgejahren etablierte sich der Verein in der vierthöchsten Spielklasse.
Im Sommer 2023 wurde bekannt, dass sich die Unternehmerfamilie Han des Bauunternehmens Han-Netzbau nach über 20 Jahren Engagement aus dem Verein zurückgezogen hat, weshalb der Berliner AK zu erheblichen Neustrukturierungen in der Sponsorenakquise, im Spielerkader und im Betreuerstab gezwungen war. Am Saisonende 2023/24 stieg der BAK schließlich als Tabellenletzter in die Oberliga ab.

## Stadion

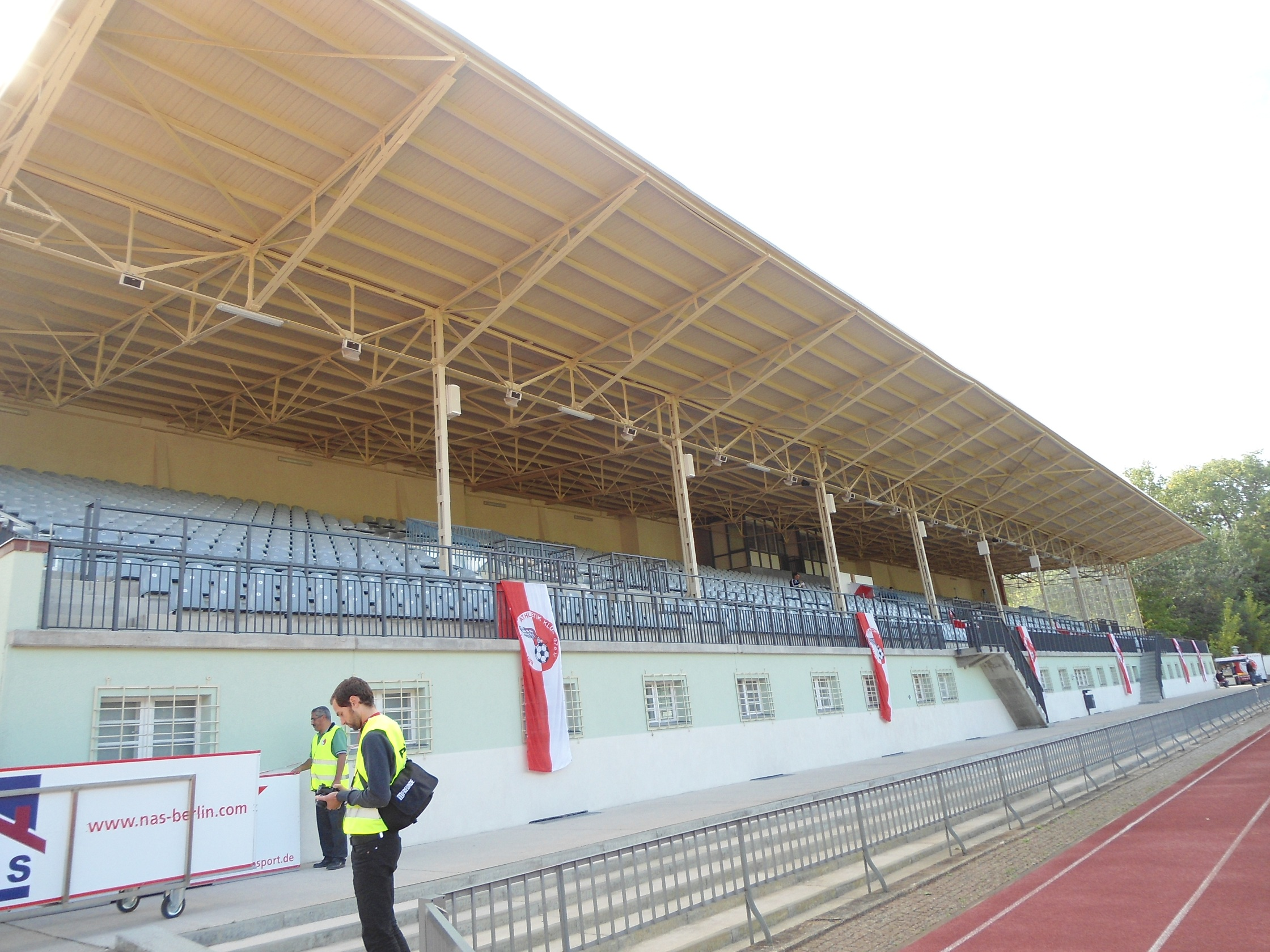
Haupttribüne des Poststadions

Der Berliner AK 07 trug bis zum Ende der Saison 2005/06 seine Heimspiele auf dem für 3000 Zuschauer ausgelegten Sportplatz Lüderitzstraße (Lage) in Berlin-Wedding aus, in der Saison 2006/07 im 20.000 Besucher fassenden Jahnsportpark in Prenzlauer Berg, in der Saison 2007/08 in der für 2000 Zuschauer ausgelegten Hanne-Sobek Sportanlage (Lage) an der Osloer Straße 42–62 und seit 2008 im 10.000 Zuschauer fassenden Poststadion an der Lehrter Straße 59 im Berliner Ortsteil Moabit.

## Sportliche Erfolge
- DFB-Pokal
  - 2. Runde: 2012/13
- Regionalliga
  - Vize-Meister: 2015/16, 2018/19
  - Dritter: 2017/18
- Oberliga Nordost
  - Dritter: 2010/11
- Berliner Fußballmeisterschaft
  - Meister: 1999
- Berliner Fußballpokal
  - Sieger: 2010, 2012
  - Finalist: 2021

## Statistik ab 1990
Grün unterlegte Platzierungen kennzeichnen einen Aufstieg.
Rot unterlegte Platzierungen kennzeichnen einen Abstieg.
| Spielzeit | Liga                   | Platz |
| --------- | ---------------------- | ----- |
| 1990/91   | Kreisliga A, Staffel 1 | 10    |
| 1991/92   | Kreisliga A, Staffel 2 | 06    |
| 1992/93   | Kreisliga A, Staffel 2 | 02    |
| 1993/94   | Landesliga, Staffel 1  | 03    |
| 1994/95   | Landesliga, Staffel 2  | 01    |
| 1995/96   | Verbandsliga Berlin    | 05    |
| 1996/97   | Verbandsliga Berlin    | 05    |
| 1997/98   | Verbandsliga Berlin    | 07    |
| 1998/99   | Verbandsliga Berlin    | 01    |
| 1999/00   | Oberliga Nordost-Nord  | 04    |
| 2000/01   | Oberliga Nordost-Nord  | 15    |
| 2001/02   | Oberliga Nordost-Nord  | 12    |
| 2002/03   | Oberliga Nordost-Nord  | 15    |
| 2003/04   | Oberliga Nordost-Nord  | 13    |
| 2004/05   | Oberliga Nordost-Nord  | 08    |
| 2005/06   | Oberliga Nordost-Nord  | 10    |
| 2006/07   | Oberliga Nordost-Nord  | 04    |
| 2007/08   | Oberliga Nordost-Nord  | 15    |
| 2008/09   | Oberliga Nordost-Nord  | 10    |
| 2009/10   | Oberliga Nordost-Nord  | 10    |

| Spielzeit | Liga                  | Platz |
| --------- | --------------------- | ----- |
| 2010/11   | Oberliga Nordost-Nord | 03    |
| 2011/12   | Regionalliga Nord     | 07    |
| 2012/13   | Regionalliga Nordost  | 04    |
| 2013/14   | Regionalliga Nordost  | 11    |
| 2014/15   | Regionalliga Nordost  | 07    |
| 2015/16   | Regionalliga Nordost  | 02    |
| 2016/17   | Regionalliga Nordost  | 06    |
| 2017/18   | Regionalliga Nordost  | 03    |
| 2018/19   | Regionalliga Nordost  | 02    |
| 2019/20   | Regionalliga Nordost  | 07 1  |
| 2020/21   | Regionalliga Nordost  | 05 1  |
| 2021/22   | Regionalliga Nordost  | 07    |
| 2022/23   | Regionalliga Nordost  | 11    |
| 2023/24   | Regionalliga Nordost  | 18    |
| 2024/25   | Oberliga Nordost-Nord | 08    |
| 2025/26   | Oberliga Nordost-Nord |       |